# Prochilodus magdalenae
Espèce
Statut de conservation UICN

 NE  : Non évalué
Prochilodus magdalenae, connu par son nom vulgaire espagnol bocachico, est une espèce de poisson de la famille des Prochilodontidae, faisant partie de l'ordre des Characiformes.

## Morphologie
Les mâles font au moins 30 cm de long, mais peuvent atteindre jusqu'à 50 cm. Leur bouche est petite, charnue et proéminente ; elle est pourvue d'une série de petites dents sur les lèvres ; ils présentent une épine prédorsale pointue. Leur corps est uniformément argenté ; leurs nageoires ont des nuances rouges ou jaunes ; les écailles sont rugueuses au toucher.

## Cycle de vie
Durant les périodes de hautes eaux, il reste dans les marais et se nourrit de détritus provenant de la décomposition des matières organiques de la végétation aquatique, gagnant en taille et en poids. Avec le début des basses eaux, il abandonne les marais et remonte les fleuves à la recherche d'affluents, une migration massive connue sous le nom de « subienda ». Durant la période sèche, il se nourrit d'algues qui poussent sur les rochers et les morceaux de bois immergés. La dépense d'énergie pour remonter les rivières et le régime alimentaire moins riche lui fait perdre du poids et déclenche la maturité sexuelle. Avec l'arrivée de la saison des pluies, il retourne dans les marécages. Au cours de la descente des cours d'eau, la ponte a lieu dans les canaux et le débordement des eaux se charge de transporter les alevins jusqu'aux plaines inondables. Puis, le cycle recommence.

## Alimentation
Le bocachico est un détritivore : il se nourrit de détritus et de matière organique en décomposition. Avec sa bouche, il peut remuer la boue du fond des rivières pour récupérer des détritus organiques.

## Habitat
C'est un poisson d'eau douce vivant en climat tropical. Il vit dans les marais et les rivières, de préférence dans les affluents. Il est originaire du bassin versant du río Magdalena et on le trouve principalement sur le fond car c'est un poisson détritivore.

## Distribution géographique
On le rencontre en Amérique du Sud : dans les bassins versants des fleuves Atrato, Sinú, Cauca et Magdalena en Colombie.

## Menaces
La surpêche, les méthodes de capture inadaptées, la pollution, la sédimentation par la déforestation, l'introduction d'espèces exotiques, le drainage des cours d'eau et l'obstruction des canaux et des cours d'eau l'ont affecté. En Colombie, l'espèce est passé de l'état de « Danger critique » en 2002 à « Vulnérable » en 2012. Cependant, l'état global de l'espèce n'a pas encore été évalué par l'IUCN.

## Synonymes
- Prochilodus asper magdalenae Steindachner, 1879
- Prochilodus beani Eigenmann, 1907
- Prochilodus eigenmanni Ahl, 1937
- Prochilodus steindachneri Eigenmann, 1922
- Prochilodus reticulatus magdalenae Steindachner, 1879[1]